# Гвалкијера - Бањоло (Арецо)
Гвалкијера - Бањоло је насеље у Италији у округу Арецо, региону Тоскана.
Према процени из 2011. у насељу је живело 30 становника. Насеље се налази на надморској висини од 387 м.